# Dicranomyia subpulchripennis
Dicranomyia subpulchripennis är en tvåvingeart som först beskrevs av Alexander 1931.  Dicranomyia subpulchripennis ingår i släktet Dicranomyia och familjen småharkrankar. Inga underarter finns listade i Catalogue of Life.